# Kornette
Die Kornette (franz.) ist eine im 16. und 17. Jahrhundert verwendete Bezeichnung für die Reiterkompanie, weil jede Kompanie analog dem Fähnlein des Fußvolks eine Standarte führte. 
Der Général Raimondo Montecuccoli bildete seine „Cornettes“ aus  60 Lanzenreitern, 120 Halb-Kürassieren (nur mit einem Brustpanzer) und 60 Arkebusieren zu Pferd. Das entsprach einem kleinen Regiment zu drei Escadrons anderer Waffengattungen.  
1675 bestand ein Regiment in Frankreich aus drei oder vier Cornettes zu je 100 Reitern.
Die Cornette blanche war bei der französischen Armee die Standarte der Leibkompanie vom Regiment des Colonel-général de la cavalerie; sie war weiß mit goldenen Lilien. Danach wurde diese Kompanie auch benannt.
Siehe auch: Kornett (Offizier)